# Ча-ча-ча
Ча-ча-ча́ — музыкальный стиль и танец Кубы, получивший также широкое распространение в латиноамериканских странах Карибского бассейна, а также в тех из латиноамериканских общин США, где преобладают выходцы из этих стран. Распространение за пределами американского континента произошло благодаря Пьеру Лавеллю, преподавателю бальных танцев из Англии. Увидев на Кубе танец, похожий на румбу, но отличающийся чётким ритмом, он начал преподавать его в Англии как новый оригинальный танец. 
Один из пяти танцев латиноамериканской программы бальных танцев.
Ча-ча-ча возник в процессе эволюции и экспериментов кубинского композитора Энрике Хоррина (исп. Enrique Jorrin, 1926—1987) с дансоном в 1950-х годах. И до сих пор популярен и танцуется на Кубе в кафе и на уличных вечеринках, а также во многих странах мира.
Исполняется на соревнованиях, начиная с Н класса. Музыкальный размер 4/4, темп — 30 тактов в минуту.

## Rita Mitsouko— Marcia Baila
- Niagara — L’amour à la plage
- Паскаль Паризо — Que je sache (Quizas)
- Серж Генсбур — Cha cha cha du loup
- Ванесса Паради — Joe le taxi
- Карлос Сантана и Tito Puente — Oye Como Va[англ.]